# Корниловская (Верхнетоемский район)
Корниловская — деревня в Верхнетоемском районе Архангельской области. Входит в состав сельского поселения «Двинское».

## География
Корниловская расположена на правом берегу реки Содонга (приток реки Ёрга). Северо-западнее Корниловской находится деревня Исаковская.

## История
До 1918 года деревня Корниловская относилась к Корниловской волости Сольвычегодского уезда Вологодской губернии, после чего отошла вместе с уездом к вновь образованной Северо-Двинской губернии. В 1924 году Корниловская вошла в состав Верхнетоемского района. В 1929 году вместе с районом отошла к Северному краю. С 1937 года Корниловский сельсовет находится в Архангельской области. С 2006 года по 2014 год деревня входила в состав муниципального образования «Тимошинское». С 2014 года — в составе сельского поселения «Двинское».

## Население
| 2002 | 2010 |
| ---- | ---- |
| 46   | ↘16  |

Численность населения деревни, по данным Всероссийской переписи населения 2010 года, составляла 16 человек. На 1.01.2010 в деревне числилось 38 человек, в том числе 11 пенсионеров.

### Карты
- Корниловская на карте Wikimapia
- Топографическая карта P-38-67,68. Верхняя Тойма
- Корниловская. Публичная кадастровая карта